# Унзердойч
Унзердойч (от нем. Unser Deutsch — «Наш немецкий»), или рабаульский креольский немецкий — является креольским языком на немецкой основе, на котором говорят в основном в Папуа-Новой Гвинее. Он возник в среде немецких детей, проживающих в гвинейском немецком приюте. Сейчас живы не менее 100 носителей языка, 15 из которых проживают в Новой Британии.
Большинство носителей унзердойч также знают другой язык: говорят либо на стандартном немецком, либо на английском, либо на ток-писине или куануа. Большинство носителей — люди среднего и старшего возрастов, хотя молодые члены общины способны понимать язык. С повышением мобильности и распространения смешанных браков унзердойч начал постепенно вымирать в последние десятилетия.
Унзердойч является пиджинизированной формой стандартного немецкого, которая возникла на Газельском полуострове Новой Британии в колониальные времена среди католиков из смешанных семей. Предположительно, язык повлиял на развитие своего соседа — ток-писина. Наряду с немецким языком в Намибии и языком бельгранодойч, который существовал в столице Аргентины городе Буэнос-Айресе, он является одним из немецких креольских языков.

## Пример текста
Здесь приведён пример Короткой Обязательной молитвы в Бахаи на языке унзердойч: «I bezeugen, O mein Gott, Du has geschaffen mi, fi erkennen du und fi beten zu du. I bezeugen in diese Moment mein Schwäche und dein Mach, mein Armut und dein Reichtum. Is ni ein anders Gott, nur Du, de Helfer in Gefahr, de Selbstbestehender».
На литературном немецком: «Ich bezeuge, o mein Gott, dass du mich geschaffen hast, dass ich dich erkenne und zu dir bete. Ich bezeuge in diesem Moment meine Schwäche und deine Macht, meine Armut und deinen Reichtum. Es gibt keinen anderen Gott, nur dich, den Helfer in der Gefahr, den, der von selbst besteht».
Русский перевод: «Я свидетельствую, о мой Боже, что Ты сотворил меня, дабы я познал Тебя и молился Тебе. Я свидетельствую в этот момент о своём бессилии и Твоей власти, своей нищете и Твоём богатстве. Нет иного Бога, кроме Тебя, Помощника в опасности, Самосущего».